# Henricia dyscrita
Henricia dyscrita is een zeester uit de familie Echinasteridae.
De wetenschappelijke naam van de soort werd in 1911 gepubliceerd door Walter Kenrick Fisher.